# 布萊斯 (伊利諾伊州)
布萊斯（英語：Bryce）是位於美國伊利諾伊州易洛魁縣的一個非建制地區。該地的面積和人口皆未知。

## 地理
布萊斯的座標為40°38′04″N 87°45′24″W / 40.63444°N 87.75667°W，而該地的平均海拔高度為207米（即679英尺）。